# Georgia en la guerra civil estadounidense
Georgia fue uno de los siete estados esclavistas originales que formaron los Estados Confederados de América en febrero de 1861, lo que desencadenó la guerra de Secesión. El gobernador del estado, el demócrata Joseph E. Brown, quería que las tropas reclutadas localmente se utilizaran sólo para la defensa de Georgia, desafiando al presidente confederado Jefferson Davis, que quería desplegarlas en otros frentes de batalla. Cuando el bloqueo de la Unión impidió a Georgia exportar su abundante algodón a cambio de importaciones clave, Brown ordenó a los agricultores que cultivaran alimentos, pero el colapso de los sistemas de transporte provocó una escasez desesperada.
La ordenanza, hecha pública ese mismo día, tenía como punto más destacado: «Declaramos y ordenamos, que la Unión que ahora existe entre el Estado de Georgia y los demás Estados, bajo el nombre de Estados Unidos de América, queda disuelta, y que el Estado de Georgia está en plena posesión de derechos para ejercer su poder y derechos de soberanía en lo que respecta a un Estado libre e independiente», y alegaba como motivo de su separación la abolición de la esclavitud que, se creía, quería promulgar Abraham Lincoln, el nuevo presidente de Estados Unidos, y que efectivamente acabaría aprobando en 1863. Algunos diarios locales publicaron la noticia con el título de «República de Georgia».
No hubo muchos combates en Georgia hasta septiembre de 1863, cuando los confederados bajo el mando de Braxton Bragg derrotaron a William S. Rosecrans en Chickamauga. En mayo de 1864, William T. Sherman comenzó a perseguir a los confederados hacia Atlanta, que capturó en septiembre, antes de su Marcha hacia el Mar. Esta campaña de seis semanas destruyó gran parte de la infraestructura civil de Georgia, acortando decisivamente la guerra. Cuando la noticia de la marcha llegó al ejército de Robert E. Lee en Virginia, regimientos georgianos enteros desertaron, sintiendo que los necesitaban en casa. Algunos criterios consideran que la batalla de Colón, que se libró en la frontera entre Georgia y Alabama el 16 de abril de 1865, fue la última batalla de la guerra.